# Terremoto de Zhili de 1290
El terremoto de Zhili de 1290 ocurrió el 27 de septiembre de 1290 con epicentro cerca del condado de Ningcheng, en el departamento de Zhongshu Sheng, durante la Dinastía Yuan. Esta región se administra hoy como parte de Mongolia Interior, China. El terremoto tuvo una magnitud de onda superficial estimada de 6,8 y una intensidad máxima sentida de IX en la escala de intensidad de Mercalli. Una estimación sitúa el número de muertos en 7.270, mientras que otro lo sitúa en 100.000.

## Daños
El terremoto destruyó 480 almacenes e innumerables casas en Ningcheng. El distrito de Changping, la ciudad de Zhejiang, el condado de Xiong, la ciudad de Baoding, el condado de Yixian y el condado de Baixiang también fueron afectados. Dañó severamente el Templo Fengguo en Yixian.